# Nickbyn
Nickbyn är en liten jordbruksby i Luleå kommun. Byn ligger vid E4 norr om Luleå stad, 2 km söder om den större byn Persön. Byar skiljs av vattendraget Altersundet.